# Памятник Софико Чиаурели
Памятник Софико Чиаурели — в Тбилиси, в историческом районе Старый город.
Установлен в память советской грузинской актрисы Софико Чиаурели (1937—2008).

## История

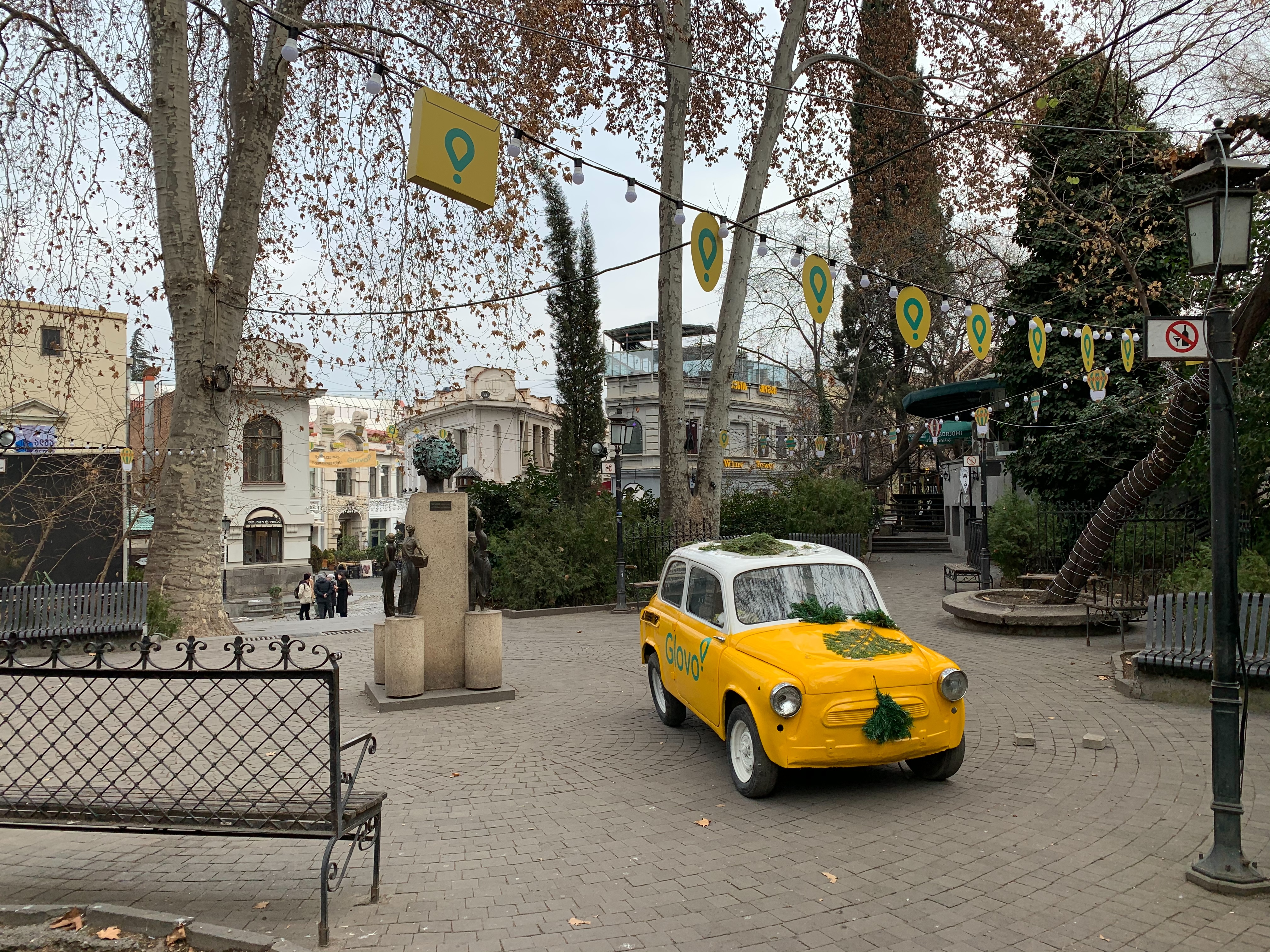

Открыт в 2009 году в (Сионском сквере). Скульптор Леван Вардосанидзе.
Бронзовый бюст актрисы, созданный на основе кадра из фильма Параджанова «Цвет граната», дополняют фигурки, изображающие роли актрисы — Фуфала из кинофильма «Древо желания», прачка Вардо из фильма «Мелодии Верийского квартала», дворничиха из спектакля «Во дворе злая собака», а также исполняющая танец кинтаури.
В 2014 году памятник пострадал от вандалов, была украдена часть бронзовых фигур — элементов памятника